# George Miller (regista)
George Miller (Brisbane, 3 marzo 1945) è un regista, sceneggiatore e produttore cinematografico australiano.
È noto principalmente per aver creato e diretto la serie cinematografica di Mad Max, considerata un caposaldo della fantascienza postapocalittica e del cinema d'azione. Il primo film della serie, Interceptor (1979), è stato per vent'anni il film con il minor costo ed i maggiori incassi, mentre il secondo e il quarto della serie, rispettivamente Interceptor - Il guerriero della strada (1981) e Mad Max: Fury Road (2015), sono considerati da pubblico e critica tra i migliori film d'azione di sempre. La serie ha influenzato numerosi film, fumetti e videogiochi ed ha avuto un incalcolabile impatto sulla cultura di massa, oltre ad essere considerata parte integrante della cultura popolare australiana.
Nel corso di quasi quarant'anni di carriera Miller ha lavorato a film che spaziano dalla commedia fantastica fino al dramma, dal thriller-horror fino al film per famiglie, tra cui Ai confini della realtà (1983), Le streghe di Eastwick (1987), L'olio di Lorenzo (1992), i due film di Babe (1995-1998) e i due film di Happy Feet (2006-2011). Nel 2007 ha vinto l'Oscar al miglior film d'animazione per Happy Feet. È stato candidato ad altri cinque premi Oscar: migliore sceneggiatura originale nel 1993 per L'olio di Lorenzo, miglior film e migliore sceneggiatura non originale nel 1996 per Babe, maialino coraggioso ed infine miglior film e miglior regista nel 2016 per Mad Max: Fury Road.
Non dev'essere confuso con George Trumbull Miller, regista di doppia nazionalità britannica ed australiana che si firmava generalmente George Miller.

## Biografia
Miller nasce a Brisbane, nel Queensland, da Dimitrios Castrisios Miliotis e Angela Balson, entrambi immigrati di nazionalità greca. Dimitrios era dell'isola greca di Cerigo e anglicizzò il suo cognome da Miliotis a Miller quando emigrò in Australia all'età di nove anni, mentre la famiglia Balson si era rifugiata in Grecia dall'Anatolia durante lo scambio di popolazioni avvenuto nel 1923. Miller cresce a Chinchilla, 200 miglia a nord-ovest di Brisbane, dove il padre gestisce un negozio di alimentari. Ha tre fratelli: il suo gemello dizigote John e i minori Chris e Bill. Crescendo nel Queensland rurale prima dell'avvento della televisione, che in Australia arrivò solamente negli anni sessanta, Miller passa l'infanzia guardando film al cinema e leggendo fumetti.
Frequenta la Ipswich Grammar School e la Sydney Boys High School, per poi studiare medicina presso l'Università del Nuovo Galles del Sud con il fratello John. Miller si appassiona al cinema in seguito alla visione di M*A*S*H (1970) ed inizia a studiare le tecniche cinematografiche attraverso riviste come American Cinematographer. Nel 1971, mentre è al suo ultimo anno di università, realizza assieme al fratello minore Chris un cortometraggio di un minuto che vince il primo premio ad un concorso studentesco. In palio per la vittoria c'è un corso di cinema presso l'Università di Melbourne, dove Miller conosce il compagno di studi Byron Kennedy, con cui stringerà una lunga amicizia e collaborazione professionale, durata fino alla morte di quest'ultimo in un incidente in elicottero nel 1983. Nel 1972, completa gli studi come medico presso l'Ospedale St. Vincent di Sydney, utilizzando il suo tempo libero per girare brevi filmati sperimentali.
Nel 1971, Miller realizza assieme a Kennedy Violence in Cinema: Part 1, un cortometraggio satirico sul tema della violenza del cinema. In Australia, il corto fa molto parlare di sé per il suo contenuto violento, ai limiti dello splatter, venendo presentato al Sydney Film Festival del 1972. È anche uno dei primi cortometraggi ad ottenere una vera e propria distribuzione in Australia.
Nel 1979, Miller esordisce alla regia di un lungometraggio con il primo film della trilogia di Mad Max, portato nelle sale italiane con il nome di Interceptor, in cui il poliziotto Max Rockatansky semina il terrore tra una sadica gang di motociclisti al volante della sua V8 Interceptor. Basato su una sceneggiatura del 1975 scritta da Miller e James McCausland, il film viene prodotto dalla neonata Kennedy Miller Productions con un budget limitato, circa 400000 dollari australiani; nel ruolo del protagonista l'esordiente Mel Gibson. Uscito negli Stati Uniti in una versione tagliata e ri-doppiata per venire incontro ai gusti del pubblico oltreoceano, il film viene bocciato dalla critica e passa inosservato al botteghino statunitense. Internazionalmente invece, nonostante la pesante censura affibbiatagli in diversi paesi, Interceptor ha un'enorme popolarità, incassando oltre 100 milioni di dollari ed entrando così nel Guinness dei primati come film con i maggiori incassi rispetto al proprio budget (superato solo nel 1999 da The Blair Witch Project - Il mistero della strega di Blair). Miller ottiene anche due candidature agli AACTA Awards 1979, come miglior regista e miglior sceneggiatura originale, diventando uno dei nomi caldi del cosiddetto nuovo cinema australiano assiema a Peter Weir, Gillian Armstrong, Bruce Beresford e Fred Schepisi. Negli annali del cinema australiano, Interceptor è stato a lungo il film di maggior successo di sempre, fatto che lo ha trasformato in un vero e proprio elemento culturale.
Nel 1981 ne dirige il sequel, Mad Max 2, presentato negli Stati Uniti come The Road Warrior e quindi in Italia come Interceptor - Il guerriero della strada. Il film, che vede l'ambientazione fantascientifica della serie passare definitivamente da distopica a post apocalittica, è un successo in tutto il mondo, aprendo a Miller e a Gibson le porte di Hollywood.
Miller viene notato da Steven Spielberg, che nel 1983 lo ingaggia per dirigere uno degli episodi del film collettivo Ai confini della realtà, al fianco di John Landis e Joe Dante, oltre che Spielberg stesso. Nonostante l'accoglienza fredda riservata alla pellicola, il segmento di Miller, remake dell'episodio della serie originale Incubo a 20.000 piedi, viene accolto positivamente. Torna quindi alla sua prima creatura nel 1985 dirigendo Mad Max oltre la sfera del tuono, che però non raggiunge il successo dei predecessori e, nonostante recensioni comunque positive, viene generalmente considerato il meno incisivo della serie. Contemporaneamente ai suoi progetti da regista cinematografico Miller produce o dirige numerose miniserie per la televisione australiana tra cui The Dismissal, Bodyline e The Cowra Breakout, tutte con Hugo Weaving protagonista.
Nel 1987 sperimenta per la prima volta il genere comico ne Le streghe di Eastwick, interpretato da Jack Nicholson, Susan Sarandon, Cher e Michelle Pfeiffer. La realizzazione del film si dimostra difficile per il regista, che si scontra per la prima volta con le dinamiche di produzione interne a una major quale la Warner Bros.. Tuttavia, il film ottiene un buon successo sia di pubblico che di critica, consolidando la fama di Miller a livello internazionale. Nel 1988 fa parte della giuria del 41º Festival di Cannes presieduta dall'italiano Ettore Scola, che assegna la Palma d'oro a Pelle alla conquista del mondo .
In seguito all'esperienza frustrante de Le streghe di Eastwick, Miller ritorna a lavorare per un periodo a progetti più ridotti, producendo tra il 1989 e il 1991 Flirting di John Duigan, Ore 10: calma piatta di Phillip Noyce e le miniserie televisive Bangkok Hilton e Vietnam, tutti con protagonista Nicole Kidman; il suo ruolo come produttore risulta determinante nello sviluppo iniziale della carriera dell'attrice australiana.
Nel 1991 scrive, assieme a Nick Enright, e dirige il drammatico L'olio di Lorenzo, ispirato alla vera storia di due genitori alla ricerca di una cura sperimentale per il figlio gravemente malato di adrenoleucodistrofia. Nel cast Susan Sarandon e Nick Nolte. Un flop al botteghino, il film ottiene il plauso della critica e vale a Miller la sua prima candidatura ai premi Oscar, nella categoria dedicata alla migliore sceneggiatura originale.
Fin dai tempi di Oltre la sfera del tuono, Miller si interessa ad una trasposizione cinematografica del libro per bambini Babe maialino coraggioso. Il suo progetto si concretizza nel 1995 grazie alla Universal, che dà al regista carta bianca riguardo al film; Miller vi figura come produttore e co-sceneggiatore, mentre affida la regia al suo collega, l'esordiente Chris Noonan, che aveva precedentemente diretto delle miniserie prodotte da Miller. Nonostante durante le riprese i due si scontrino molto spesso, il film conquista pubblico e critica, guadagnando quasi 300 milioni di dollari in tutto il mondo ed ottenendo sette nomination agli Oscar, tra cui miglior film e migliore sceneggiatura non originale a Miller. È riconosciuto come un moderno classico per famiglie.
Nel 1998 firma la regia del sequel, intitolato Babe va in città, di cui è anche sceneggiatore e produttore. Il film fallisce nel bissare il successo del predecessore, ma col passare del tempo diventa anch'esso un film di culto. L'anno seguente fa parte della giuria presieduta da David Cronenberg che assegna la Palma d'oro a Rosetta durante la 52ª edizione del Festival di Cannes.
Nel 2006, dopo otto anni di assenza dal grande schermo, Miller scrive e dirige Happy Feet, un film d'animazione-musical sulla vita dei pinguini in Antartide. Prodotto dalla Warner Bros., oltre ad essere un enorme successo al botteghino, con un incasso complessivo di oltre 384 milioni di dollari, il film porta a Miller il suo primo Oscar, nella categoria Miglior film d'animazione.
Dopo aver diretto nel 2011 Happy Feet 2, l'anno successivo inizia le riprese del quarto film della serie di Mad Max, intitolato Mad Max: Fury Road, rimasto in development hell sin dalla seconda metà degli anni novanta. Il film, con Tom Hardy nel ruolo che fu di Gibson e Charlize Theron, viene girato nel deserto della Namibia con un budget di 150 milioni di dollari. Presentato fuori concorso al Festival di Cannes 2015, Fury Road ne incassa quasi 400 ed ottiene recensioni estremamente positive, in cui diversi critici lo definiscono il miglior film del 2015 e uno dei migliori film d'azione di sempre. Il film viene candidato a dieci Premi Oscar, tra cui miglior film e miglior regista per Miller, vincendo ben sei statuette e risultando così il film con più vittorie dell'88ª edizione del premio.
Fresco del successo di Fury Road, nel 2016 torna a Cannes per la terza volta, stavolta come presidente della giuria internazionale che assegna la Palma d'oro al miglior film della 69ª edizione del Festival di Cannes a Io, Daniel Blake di Ken Loach.
Tra i suoi prossimi progetti figurano altri due film di Mad Max, scritti assieme al co-sceneggiatore di Fury Road Nico Lathouris e in attesa di un via da parte della produzione. Prima però il regista vorrebbe dedicarsi ad un altro progetto più piccolo e meno impegnativo.

### Film cancellati o abbandonati
Nel 1993, la Warner Bros. lo sceglie come regista del film Contact, di cui inizia a scrivere la sceneggiatura con gli autori originali Carl Sagan e Ann Druyan. Dopo aver lavorato al film per oltre un anno, Miller decide di comune accordo con la produzione di abbandonare il progetto, la cui regia viene poi affidata a Robert Zemeckis. Il regista, infatti, aveva una visione diversa del progetto, a suo dire "più simile ad Interstellar", con una presenza maggiormente incisiva degli alieni nel film e persino di un wormhole.
Nel 2007 viene ingaggiato come regista del film di supereroi Justice League: Mortal, basato sugli omonimi personaggi dei fumetti editi da DC Comics. Il film avrebbe dovuto porre le basi per un nuovo franchise cinematografico che non avrebbe tenuto conto di Batman Begins e di Superman Returns. Superman sarebbe stato interpretato da D. J. Cotrona, Batman da Armie Hammer, e Wonder Woman da Megan Gale. Nel cast anche Common come Lanterna Verde, Adam Brody come Flash, Hugh Keays-Byrne come Martian Manhunter, Santiago Cabrera come Aquaman, Teresa Palmer come Talia al Ghul e Jay Baruchel nel ruolo dell'antagonista del film, Maxwell Lord. Tuttavia, a causa dello sciopero degli sceneggiatori del 2007-2008, dei continui ritardi della produzione e del successo del sequel di Batman Begins, Il cavaliere oscuro, il progetto viene cancellato a poche settimane dalle riprese.
In seguito al successo di Fury Road, alcune indiscrezioni, sfatate da Miller stesso, lo volevano alla regia del sequel de L'uomo d'acciaio.

### Case di produzione e animazione
Miller è il fondatore della casa di produzione cinematografica australiana Kennedy Miller Mitchell, fondata nel 1973 assieme al produttore Byron Kennedy con il nome di Kennedy Miller. Dopo la morte di Kennedy nel 1983, Miller mantiene intatta la denominazione dell'azienda fino al 2009, quando questa viene rinominata con la sua attuale denominazione per riconoscere i contributi del produttore Doug Mitchell all'interno della compagnia. Bill Miller, fratello minore del regista, e Doug Mitchell sono stati produttori in quasi tutti i film di Miller dopo la morte del suo partner di produzione originale.
I Dr. D Studios sono invece uno studio di animazione digitale con sede a Sydney, fondato a metà del 2007 come joint venture tra Kennedy Miller Mitchell e Omnilab Media. Dopo l'uscita del suo unico film del 2011, Happy Feet 2, lo studio viene chiuso nel 2013.

## Vita privata
Dal 1985 al 1992, Miller è stato sposato con l'attrice australiana Sandy Gore, con cui ha avuto una figlia, la documentarista Augusta Miller (n. 1986). Nel 1995 sposa secondo rito civile la montatrice Margaret Sixel, con cui ha due figli, Buda (n. 1996) e Tige (n. 2001).
Miller è il patron dell'Australian Film Institute (dal 2001) e del Brisbane International Film Festival, oltre ad essere un co-patron del Sydney Film Festival.
Nel 1996 il governo australiano gli ha conferito l'onorificenza di Ufficiale dell'Ordine dell'Australia (AO) per meriti artistici.
Nel 1999 l'Università del Nuovo Galles del Sud gli ha conferito una laurea honoris causa in Lettere. Nel 2007 gli è stato conferito honoris causa il Master of Arts presso la Australian Film Television and Radio School. Nel 2010 è diventato il primo cineasta straniero ad essere nominato membro onorario della Visual Effects Society.

## Poetica e stile

### Influenze
Il suo cinema è influenzato soprattutto dal cinema muto, in particolar modo dai film di Buster Keaton e Harold Lloyd. Ha più volte indicato Pinocchio (1940) come uno dei suoi film preferiti.

### Stile e tematiche
Miller, con i suoi film della serie di Mad Max, è considerato l'ispiratore di un nuovo linguaggio cinematografico del cinema fantastico internazionale. Mad Max si tratta, infatti, di un atipico film di fantascienza, in cui non vengono date soverchie spiegazioni su quello che sta avvenendo, sul luogo in cui si muovono i personaggi o sul tempo nel quale la vicenda è ambientata. Molti critici hanno in effetti individuato nel western il vero genere di riferimento, anche se al posto di cavalli e carovane vengono utilizzate motociclette e automobili; ma si potrebbe parlare anche di poliziesco o di horror. Bisogna però sottolineare lo stile adottato da Miller: non un registro classico, teso a omaggiare magari il western dell'epoca d'oro, bensì un linguaggio rapido e nervoso, erede delle sperimentazioni della Nouvelle Vague, ma ormai vicino alla velocità del videoclip e della pubblicità. Nei suoi film d'azione, molto spesso i tagli di montaggio sono talmente brevi da impedire la comprensione del dettaglio. Dai suoi film esce spesso un ritratto pessimista e rovinoso del futuro dell'umanità, costretta a una nuova era primitiva e inevitabilmente attratta dalle proprie pulsioni autodistruttive.
Un articolo del 2006 riguardante la diversità tra i vari progetti di Miller scrive:
(da International Man of Myths di Scott Foundas, articolo del 2006 su LA Weekly.)

## Filmografia

### Regista

#### Cinema
- Violence in Cinema: Part 1 – cortometraggio (1971)
- Interceptor (Mad Max) (1979)
- Interceptor - Il guerriero della strada (Mad Max 2) (1981)
- Ai confini della realtà (Twilight Zone: The Movie) (1983) - episodio Terrore ad alta quota (Nightmare At 20,000 Feet)
- Mad Max oltre la sfera del tuono (Mad Max Beyond Thunderdome) (1985)
- Le streghe di Eastwick (The Witches of Eastwick) (1987)
- L'olio di Lorenzo (Lorenzo's Oil) (1992)
- Babe va in città (Babe: Pig In the City) (1998)
- Happy Feet (2006)
- Happy Feet 2 (Happy Feet Two) (2011)
- Mad Max: Fury Road (2015)
- Tremila anni di attesa (Three Thousand Years of Longing) (2022)
- Furiosa: A Mad Max Saga (2024)

#### Televisione
- The Dismissal – miniserie TV, 1 episodio (1983)
- 40,000 Years of Dreaming – documentario TV (1997)

### Sceneggiatore

#### Cinema
- Violence in Cinema: Part 1 – cortometraggio (1971)
- Interceptor (Mad Max) (1979)
- Interceptor - Il guerriero della strada (Mad Max 2) (1981)
- Mad Max oltre la sfera del tuono (Mad Max Beyond Thunderdome) (1985)
- L'olio di Lorenzo (Lorenzo's Oil) (1992)
- Babe - Maialino coraggioso (Babe), regia di Chris Noonan (1995)
- Babe va in città (Babe: Pig In the City) (1998)
- Happy Feet (2006)
- Happy Feet 2 (Happy Feet Two) (2011)
- Mad Max: Fury Road (2015)
- Tremila anni di attesa (Three Thousand Years of Longing) (2022)
- Furiosa: A Mad Max Saga (2024)

#### Televisione
- The Dismissal – miniserie TV, 1 episodio (1983)
- Bodyline – miniserie TV, 7 episodi (1984)
- 40,000 Years of Dreaming – documentario TV (1997)

### Produttore

#### Cinema
- Mad Max oltre la sfera del tuono (Mad Max Beyond Thunderdome) (1985)
- The Year My Voice Broke, regia di John Duigan (1987)
- Ore 10: calma piatta (Dead Calm) regia di Phillip Noyce (1989)
- Flirting, regia di John Duigan (1991)
- L'olio di Lorenzo (Lorenzo's Oil) (1992)
- Babe - Maialino coraggioso (Babe), regia di Chris Noonan (1995)
- Video Fool for Love, regia di Robert Gibson (1995)
- Babe va in città (Babe: Pig In the City) (1998)
- Happy Feet (2006)
- Happy Feet 2 (Happy Feet Two) (2011)
- Mad Max: Fury Road (2015)
- Tremila anni di attesa (Three Thousand Years of Longing) (2022)
- Furiosa: A Mad Max Saga (2024)

#### Televisione
- The Dismissal – miniserie TV, 3 episodi (1983)
- The Cowra Breakout – miniserie TV, 5 episodi (1985)
- Bodyline – miniserie TV, 7 episodi (1984)
- Vietnam – miniserie TV, 10 episodi (1987)
- The Dirtwater Dynasty – miniserie TV, 5 episodi (1988)
- The Clean Machine, regia di Ken Cameron – film TV (1988)
- The Riddle of the Stinson, regia di Chris Noonan – film TV (1988)
- Fragments of War: The Story of Damien Parer, regia di John Duigan (1988)
- Bangkok Hilton – miniserie TV, 3 episodi (1989)
- 40,000 Years of Dreaming – documentario TV (1997)

### Altro
- In Search of Anna, regia di Esben Storm (1978) - primo assistente di regia
- Detector (The Chain Reaction), regia di Ian Barry (1980) - regista scene di inseguimento, regista seconda unità, coordinatore degli stunt e produttore associato
- Interceptor - Il guerriero della strada (Mad Max 2) (1981) - montatore aggiuntivo
- Tausend Augen, regia di Hans-Christoph Blumenberg (1984) - cameo: uomo in barca
- Ore 10: calma piatta (Dead Calm) regia di Phillip Noyce (1989) - regista seconda unità
- Death Stranding 2: On the Beach (2025) - modellazione 3D

## Riconoscimenti
- Premio Oscar
  - 1993 – Candidatura all'Oscar alla migliore sceneggiatura originale per L'olio di Lorenzo
  - 1996 – Candidatura all'Oscar al miglior film per Babe, maialino coraggioso
  - 1996 – Candidatura all'Oscar alla migliore sceneggiatura non originale per Babe, maialino coraggioso
  - 2007 – Oscar al miglior film d'animazione per Happy Feet
  - 2016 – Candidatura all'Oscar al miglior film per Mad Max: Fury Road
  - 2016 – Candidatura all'Oscar al miglior regista per Mad Max: Fury Road

- Golden Globe
  - 2016 – Candidatura al Golden Globe per il miglior regista per Mad Max: Fury Road

- AACTA Award
  - 1979 – Candidatura al miglior regista per Interceptor
  - 1979 – Candidatura alla migliore sceneggiatura originale per Interceptor
  - 1982 – Miglior regista per Interceptor – Il guerriero della strada
  - 1982 – Miglior montaggio per Interceptor – Il guerriero della strada
  - 1987 – Miglior film per The Year My Voice Broke
  - 1989 – Candidatura al miglior film per Ore 10: calma piatta
  - 1990 – Miglior film per Flirting
  - 2015/II – Miglior film per Mad Max: Fury Road
  - 2015/II – Miglior regista per Mad Max: Fury Road
  - 2015/II – Candidatura alla migliore sceneggiatura originale per Mad Max: Fury Road
  - 2016 – Miglior film internazionale per Mad Max: Fury Road
  - 2016 – Miglior regista internazionale per Mad Max: Fury Road
- British Academy Film Awards
  - 1996 – Candidatura al miglior film per Babe, maialino coraggioso
  - 1996 – Candidatura alla migliore sceneggiatura non originale per Babe, maialino coraggioso
  - 2007 – Miglior film d'animazione per Happy Feet

- Director Guild of America Award
  - 2016 – Candidatura al miglior regista cinematografico per Mad Max: Fury Road

- Empire Awards
  - 2016 – Candidatura al miglior regista per Mad Max: Fury Road